# Allium jacquemontii
Allium jacquemontii är en amaryllisväxtart som beskrevs av Carl Sigismund Kunth. Allium jacquemontii ingår i släktet lökar, och familjen amaryllisväxter. Inga underarter finns listade i Catalogue of Life.